# Козиевка (Житомирская область)
Козие́вка (укр. Козіївка) — село на Украине, основано в 1646 году, находится в Коростышевском районе Житомирской области.
Население по переписи 2001 года составляет 523 человека. Почтовый индекс — 12522. Телефонный код — 4130. Занимает площадь 2,579 км².

## Расположение
Козиевка расположена на левом берегу реки Тетерев, в 4 км к северо-востоку от районного центра и железнодорожной станции Коростышев.

## История
Первое письменное упоминание о селе датируется 1646 годом.
Советская власть установлена в январе 1918 года.

### Великая Отечественная война
220 жителей села воевали против немецко-фашистских захватчиков на фронтах Великой Отечественной войны, 137 односельчан отдали свою жизнь, защищая Родину. За проявленный героизм в борьбе с врагом 153 человека награждены орденами и медалями.
О Козиевке упоминает в своих воспоминаниях — мемуарах маршал Советского Союза И. И. Якубовский :
... Поздно вечером бригада начала Форсирование реки. В районе Козиевка оборудованной переправы для танков не было . Пришлось делать её в кратчайшее время : разведать дно , определить основную и запасную трассы движения танков , укрепить подходы к реке . Вскоре наше соединение сосредоточилось на северо - западной окраине Козиевка и заняло исходные позиции для атаки. К утру 28 декабря нам удалось выбить противника из Красного Яра и захватить важный перекресток дорог ....
В Козиевке 14 января 1924 родился Бойко Степан Григорьевич — Герой Социалистического Труда, участник Великой Отечественной войны.

### Послевоенное время
Постепенно село начало отстраиваться. В 70-х годах XX века Козиевскому сельсовету были подчинены села Высокий Камень, Городское, Новогородецкое. На территории Козиевки было размещено центральную усадьбу колхоза «Новая жизнь „ (укр.“Нове життя»), который имел в пользовании 1809 га сельскохозяйственных угодий, в том числе 1451 га пахотной земли. Выращивали зерновые культуры, картофель. Было развито мясо-молочное животноводство. За успехи в развитии сельского хозяйства 83 колхозники были награждены орденами и медалями, в том числе звеньевые колхоза В. О. Будник — орденом Ленина, Н. Т. Матюшенко — орденом Трудового Красного Знамени.

## Настоящее время
Сегодня в селе Козиевка есть 9-летняя школа, дом культуры, библиотека с книжным фондом около 7,9 тыс. томов, фельдшерский пункт и почтовое отделение. Также функционирует три магазина. Ежедневно (по 5 раз в день) по маршруту Житомир — Коростышев — Козиевка — Городское — Житомир ходит автобус. В селе довольно много частных предприятий по обработке гранита и дерева, которые, в основном, сосредоточены на территории бывшего колхоза. Эти предприятия наносят колоссальный ущерб окружающей среде. За последние годы экологическая ситуация ухудшилась из-за значительных загрязнений села и окрестностей отходами, которые появляются при обработке гранита. В Козиевке установлен обелиск памяти погибшим односельчанам во время Великой Отечественной войны. Есть церковь святого Николая, расположенная в помещении бывшей бани. Сейчас ведутся попытки построить новое здание церкви в историческом месте, где еще до сер. XX в. была расположена старая деревянная церковь (разобрана). 11 августа 2011 в селе Козиевка Коростышевского района был открыт газопровод.

## Адрес местного совета
12522, Житомирская область, Коростышевский р-н, с. Козиевка